# Kommissar für Steuern und Zollunion
Der Kommissar für Steuern und Zollunion ist ein Mitglied der Europäischen Kommission. Ihm ist die Generaldirektion Steuern und Zollunion (TAXUD) zugeordnet.
Einen Kommissar für Steuern gab es ab 1967, einen für Zollunion ab 1973. Seit 1985 sind beide Ressorts miteinander vereint. Teilweise waren die Kommissare für Steuern und Zollunion auch noch für weitere Politikbereiche zuständig. In der Kommission Barroso II, die im Februar 2010 die Arbeit aufnahm, wurde das Ressort um den Bereich Audit und Betrugsbekämpfung erweitert, der zuvor dem Kommissar für Verwaltung zugeordnet war. In der Kommission Juncker war ein Kommissar für sowohl für  Wirtschafts- und Finanzangelegenheiten als auch für Steuern und Zollunion zuständig.

## Bisherige Amtsinhaber
| Kommissar            | Amtszeit  | Staat                  | nationale Partei   | europäische Partei | sonstige Aufgaben                      |
| -------------------- | --------- | ---------------------- | ------------------ | ------------------ | -------------------------------------- |
| Wopke Hoekstra       | seit 2024 | Niederlande            | CDA                | EVP                | Klima und sauberes Wachstum            |
| Paolo Gentiloni      | 2019–2024 | Italien                | PD                 | SPE                | Wirtschaft und Währung                 |
| Pierre Moscovici     | 2014–2019 | Frankreich             | PS                 | SPE                | Wirtschafts- und Finanzangelegenheiten |
| Algirdas Šemeta      | 2010–2014 | Litauen                | TS-LKD nahestehend | EVP nahestehend    | Audit und Betrugsbekämpfung            |
| László Kovács        | 2004–2010 | Ungarn                 | MSZP               | SPE                |                                        |
| Frits Bolkestein     | 1999–2004 | Niederlande            | VVD                | ELDR               |                                        |
| Mario Monti          | 1995–1999 | Italien                | parteilos          | parteilos          |                                        |
| Christiane Scrivener | 1989–1995 | Frankreich             | PR                 | ELDR               |                                        |
| Francis Cockfield    | 1985–1989 | Vereinigtes Königreich | Conservatives      | ED                 |                                        |

### Kommissar für Steuern (1967–1985)
| Kommissar             | Amtszeit  | Staat                  | nationale Partei | europäische Partei / politische Richtung |
| --------------------- | --------- | ---------------------- | ---------------- | ---------------------------------------- |
| Christopher Tugendhat | 1981–1985 | Vereinigtes Königreich | Conservatives    | ED                                       |
| Richard Burke         | 1977–1981 | Irland                 | FG               | EVP                                      |
| Henri Simonet         | 1973–1977 | Belgien                | PSB              | sozialdemokratisch                       |
| Hans von der Groeben  | 1967–1970 | Deutschland            | CDU nahestehend  | christdemokratisch                       |

### Kommissar für Zollunion (1973–1985)
| Kommissar           | Amtszeit  | Staat       | nationale Partei | europäische Partei / politische Richtung |
| ------------------- | --------- | ----------- | ---------------- | ---------------------------------------- |
| Karl-Heinz Narjes   | 1981–1985 | Deutschland | CDU              | EVP                                      |
| Etienne Davignon    | 1977–1981 | Belgien     | PSC              | EVP                                      |
| Finn Olav Gundelach | 1973–1977 | Dänemark    | parteilos        | parteilos                                |

## Aufgaben

### Steuern
Der zuständige EU-Kommissar hat die Aufgabe, die steuerlichen Nachteile für die Wirtschaft EU-weit zu begrenzen und steuerliche Hindernisse zwischen den Mitgliedsstaaten abzubauen. Zusätzlich soll er die von der EU favorisierte "grüne" Steuerpolitik weiter vorantreiben.
Die Verhinderung von Steuerhinterziehung und die dafür notwendige Aushandlung von Abkommen mit EU-Mitglieder und Nicht-Mitgliedsstaaten gehören ebenfalls zu dem Aufgabenbereich.

### Zollunion
Die Aufgabe besteht darin, wettbewerbsverzerrende oder illegale Zollpolitik der Mitgliedsstaaten zu verhindern und die Zollverwaltung in der EU besser zu vernetzen sowie die Belastung der Unternehmen innerhalb der EU durch Zölle auszuschalten.

### Betrugsbekämpfung
Dabei geht es in erster Linie um die Überprüfung der korrekten Verwendung von EU-Mitteln, durch die jeweiligen Institutionen und Mitgliedsstaaten.
Der EU-Kommissar ist auch gleichzeitig oberster Leiter der EU-Agentur für Betrugsbekämpfung OLAF.

### Audit
Weiterer Aufgabenbereich ist Rechnungsprüfung der EU-Konten und die Entlastung des EU-Haushalts, da man dadurch unnötige Ausgaben vermeiden möchte.
Zu diesem Bereich gehört auch die Europäische Statistikbehörde Eurostat, die unter anderem die Haushaltsdaten der Mitgliedsstaaten auswertet.